# Ривертон (Міннесота)
Ривертон (англ. Riverton) — місто (англ. city) в США, в окрузі Кроу-Вінг штату Міннесота. Населення — 118 осіб (2020).

## Географія
Ривертон розташований за координатами 46°27′26″ пн. ш. 94°3′21″ зх. д. / 46.45722° пн. ш. 94.05583° зх. д. (46.457356, -94.055794).  За даними Бюро перепису населення США в 2010 році місто мало площу 2,19 км², з яких 1,99 км² — суходіл та 0,20 км² — водойми. В 2017 році площа становила 2,37 км², з яких 2,14 км² — суходіл та 0,23 км² — водойми.

## Демографія
Згідно з переписом 2010 року, у місті мешкало 117 осіб у 48 домогосподарствах у складі 30 родин. Густота населення становила 53 особи/км².  Було 61 помешкання (28/км²).
Расовий склад населення:
| - 98,3 % — білих - 1,7 % — корінних американців |

До двох чи більше рас належало 0,0 %. Частка іспаномовних становила 0,9 % від усіх жителів.
За віковим діапазоном населення розподілялося таким чином: 24,8 % — особи молодші 18 років, 61,5 % — особи у віці 18—64 років, 13,7 % — особи у віці 65 років та старші. Медіана віку мешканця становила 42,2 року. На 100 осіб жіночої статі у місті припадало 101,7 чоловіків;  на 100 жінок у віці від 18 років та старших — 91,3 чоловіків також старших 18 років.
Середній дохід на одне домашнє господарство  становив 48 616 доларів США (медіана — 39 063), а середній дохід на одну сім'ю — 54 808 доларів (медіана — 56 250). Медіана доходів становила 36 786 доларів для чоловіків та 40 833 долари для жінок. За межею бідності перебувало 14,8 % осіб, у тому числі 0,0 % дітей у віці до 18 років та 0,0 % осіб у віці 65 років та старших.
Цивільне працевлаштоване населення становило 71 осіб. Основні галузі зайнятості: освіта, охорона здоров'я та соціальна допомога — 33,8 %, роздрібна торгівля — 28,2 %, виробництво — 12,7 %, мистецтво, розваги та відпочинок — 8,5 %.